# Hartmut Topp
Hartmut H. Topp (* 2. März 1942 in Berlin) ist ein deutscher Ingenieurwissenschaftler, Stadt- und Verkehrsplaner sowie Moderator von Planungsprozessen und Beteiligungsverfahren.

## Leben
Hartmut Topp ist ein Sohn des Blindenoberlehrers Helmut Topp und dessen Ehefrau Edith geb. Müller. Nach der Grundschule und dem Neusprachlichen Progymnasium in Warstein besuchte er das Archigymnasium in Soest und erlangte 1961 das Abitur. Im Anschluss an den Wehrdienst absolvierte er von 1962 bis 1968 ein Studium Bauingenieurwesen an der TU Berlin und an der Universität Karlsruhe mit Vertiefung in Verkehr, Stadt- und Regionalplanung. Wissenschaftlicher Assistent war er bei Hans-Georg Retzko, später war Topp Universitätsdozent für Verkehrswesen an der TU Darmstadt, wo er 1973 zum Dr.-Ing. promovierte. Danach war er Leiter der Verkehrsplanungsabteilung der Ingenieursozietät BGS in Frankfurt am Main. 
1980 gründete Topp das international tätige Planungsbüro Retzko +Topp in Darmstadt, dessen Partner er bis 2010 war. Von 1981 bis 2007 lehrte und forschte er als Professor und Institutsleiter am Institut für Mobilität und Verkehr (imove) der TU Kaiserslautern. 
Seit 2011 firmiert Topp unter topp.plan: Stadt.Verkehr.Moderation. Er ist ein Moderator, Redner auf Tagungen und Preisrichter städtebaulicher Wettbewerbe. Seine aktuellen Themen sind nachhaltige Mobilität, Klimaschutz im Verkehr, Stadt der kurzen Wege, Mobilitätsverbund mit ÖPNV, zu Fuß, Fahrrad und Car-Sharing, Straßen und Plätze als Lebensräume und Design for All.
Topp verbrachte Forschungssemester in den USA, Singapur, Australien, Brasilien, Chile und Kolumbien. 1998 erhielt er zusammen mit anderen den Deutschen Städtebaupreis für das Projekt Düsseldorf an den Rhein mit dem Rheinufertunnel. Er ist Mitglied der Deutschen Akademie für Städtebau und Landesplanung und der Akademie für Raumforschung und Landesplanung; er war Mitglied des Kuratoriums der Internationalen Bauausstellung (IBA) Hamburg 2013 und einer UN-Expertengruppe für den Masterplan der heiligen Stätten des Islam in Mekka und Medina.